# Antrodia sitchensis
Antrodia sitchensis är en svampart som först beskrevs av D.V. Baxter, och fick sitt nu gällande namn av R. L. Gilbertson och Leif Ryvarden 1985. På svenska kallas den ibland för doftporing. Enligt Catalogue of Life ingår Antrodia sitchensis i släktet Antrodia,  och familjen Fomitopsidaceae, men enligt Dyntaxa är tillhörigheten istället släktet Antrodia,  och familjen Meripilaceae. Arten är reproducerande i Sverige. Inga underarter finns listade i Catalogue of Life.